# Igo Gruden

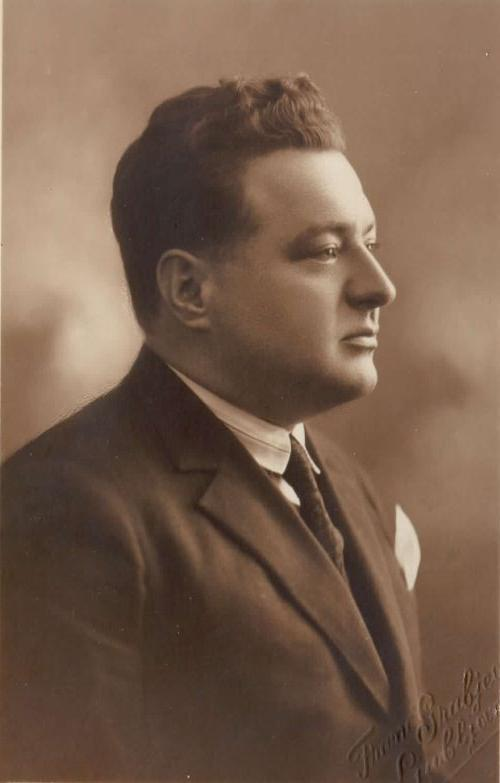
Igo Gruden (1928)

Igo Gruden, geboren als Ignacij Gruden (Duino-Aurisina (Sloveens: Devin-Nabrežina), 18 april 1893 - Ljubljana, 29 november 1948) was een Sloveens dichter en jurist. Hij werd op 1 december bijgezet op begraafplaats Žale.

## Jeugd
Igo Gruden werd als eerste van tien kinderen geboren in een gegoed gezin uit Aurisina (Sloveens: Nabrežina). Hij bezocht tussen 1899 en 1903 de basisschool in zijn geboorteplaats en vervolgens een voorbereidingsjaar voor het gymnasium in Triëst. Van 1904 tot 1912 ging Igo naar school aan het Duitstalige gymnasium van Gorizia. Voor de schoolkrant "Zvonček" schreef Igo sinds 1907 en vanaf 1912, het jaar waarin het gymnasium afsloot, publiceerde hij in de voor de Sloveense literatuur prominente tijdschriften "Slovan", "Naši zapiski" en "Ljubljanski zvon". In 1913 had Gruden zich ingeschreven voor de rechtenstudie aan de universiteit van Wenen, maar moest deze onderbreken wegens de mobilisatie in 1914. Als soldaat werkte  hij twee jaar lang achter het front. In 1916 raakte Gruden gewond aan het Soča-front in Primorska, waardoor hij wegens behandelingen in Ljubljana en Graz verbleef. In Ljubljana leerde hij zo de schrijver Izidor Cankar kennen, de dicrecteur van het hospitaal en redacteur van "Dom in svet". Hij vertrok voor vervolgbehandeling naar Graz, omdat daar zijn broer Franc als arts  werkzaam was. In 1917 vervolgde hij zijn studie aan de universiteit van Graz. Gruden schreef nu gedichten, die hun weg vonden naar Ljubljanski zvon, Dom in svet, Književni jug en andere bladen. 

## Hana Pirkova
Nadat hij in 1918 in Ljubljana de Tsjechische operazangeres Hana Pírková leerde kennen en op slag verliefd werd, besloot hij zich in te schrijven aan de Karelsuniversiteit in Praag. Hana Pirkova werkte in die tijd in het Slavonische Osijek, waar Igo Gruden haar regelmatig bezocht. Van 1918 tot 1922 leefde Gruden feitelijk reizend, van Praag naar Duino-Aurisina, Ljubljana en Osijek. In deze roerige tijd kort na de Eerste Wereldoorlog, viel Oostenrijk-Hongarije uiteen en verenigden de Slovenen zich met Kroaten en Serviërs in een nieuwe staat. Tegelijkertijd werd de geboortestreek van Gruden samen met West-Slovenië door Italië bezet. Hij schreef nu politiek omstreden gedichten zoals Pesem iredentistov (Gedicht van de irredentisten) en gaf twee dichtbundels uit. Hij werd vanwege de Sloveense gezindheid, die uit zijn gedichten bleek, tijdens een bezoek aan Nabrežina gearresteerd en in Sežana enige tijd gevangengezet. Na bemiddeling door Joegoslavië werd hij vrijgelaten. Eind november 1921 behaalde hij zijn doctoraat in Praag.

## Vestiging in Ljubljana
In 1922 kreeg Gruden een betrekking aan het gerecht in Ljubljana. In 1923 slaagde hij voor het toelatingsexamen tot de advocatuur en ging aan de slag als assistent-advocaat. In deze tijd woonde hij enkele keren in Kamnik bij Hana Pirkova, die hij begin 1924 naar Brno volgde, maar het er slechts enkele weken uithield. Terug in Ljubljana nam hij zijn bezigheden in de advocatuur weer op. Ergens in 1924-1925 raakte de relatie met Hana Pirkova beëindigd. Een zelfstandige advocatuur richtte hij in 1929 op. Een jaar later trad hij in het huwelijk met Adela Hayne, een achternicht van Heinrich Heine en in 1931 kregen zij een dochtertje Marija. Hun huwelijk werd voltrokken in Trnovo in Ljubljana door Fran Saleški Finžgar, schrijver en vriend van Igo Gruden.

## Politiek actief
In 1932 verbrak Igo Gruden de samenwerking met de Ljubljanski zvon en sloot zich aan bij de groep rond het juist opgerichte Sodobnost. Oorzaak van de breuk waren de stellingnames van de dichter Oton Župančič, die nationale identiteit als een irrelevante categorie benoemde en zich niet tegen het Joegoslavisch centralisme keerde. Sodobnost zou zich daarentegen als een anti-unitaristisch blad van linkse signatuur profileren. In de jaren 1930 bezocht Gruden namens de Sloveense PEN verschillende congressen, met name in Dalmatië en Bulgarije (1934), waar hij persoonlijke vriendschappen sloot met verschillende Bulgaarse schrijvers zoals Dimitri Pantelejev. In hetzelfde jaar liet hij zich scheiden van zijn vrouw. Vier jaar later, in 1938, ging hij samenwonen met de Sloveense Pepca Zajc. Hij begon nu ook politieke gedichten te schrijven voor de Sloveense vluchtelingen uit fascistisch Italië, met name in het blad van de Bond van Joegoslavische migranten uit Friuli Istra. Zijn moeder was een van die migranten; zij was vanuit Duino-Aurisina gevlucht naar Belgrado. Igo Gruden werd politiek actiever en sloot zich aan bij het voorbereidingscomité van de vriendschapsvereniging van de Sovjet-Unie. Na de bezetting van Joegoslavië in april 1941 sloot hij zich aan bij het Sloveense Bevrijdingsfront. Tijdens de oorlog trad Gruden aanvankelijk op als verdediger van activisten en sympathisanten van het verzet, totdat hij uiteindelijk door de Italiaanse bezetter van Ljubljana werd opgepakt en opgesloten. Hij verbleef eerst in een kazerne in Ljubljana en werd vervolgens geïnterneerd in het kamp Visco in Friuli-Venezia Giulia. Hij werd van daar getransporteerd naar Chiesanuova bij Padua en kwam ten slotte terecht in het interneringskamp Rab op het eiland Rab, waar hij de bevrijding afwachtte. Hij werkte er in het kamphospitaal.

## Bevrijd
Na de capitulatie van Italië trok Igo Gruden in 1944 met zijn kampgenoten naar het eiland Vis en toen verder via Apulië naar vluchtelingenkampen in Egypte. Hij vond eerst toevlucht nabij Alexandrië, later in het kamp Toloembat waar hij de Sloveense diplomaat, politicus en schrijver Anton Novačan uit Caïro leerde kennen. Hij kwam uiteindelijk terecht in Belgrado, waar hij o.a.  met Anton Ingolič namens de partizanen werkzaam werd bij de Sloveense redactie van radio Belgrado. Pas na de bevrijding van Slovenië in mei 1945 keerde hij terug naar Ljubljana, huwde Pepca Zajc met wie hij sinds 1938 een liaison had gehad en kreeg een baan op het Sloveense ministerie van ontwikkeling. In 1946 werd zijn tweede kind, Primož, geboren en in 1947 zoon Aleš. Zijn oeuvre werd in 1947 bekroond met de Prešerenprijs, de hoogste Sloveense  prijs op het gebied van de letteren. Vanwege zijn werk voor de partizanen verboden de geallieerden hem nog eenmaal voor zijn dood zijn geboorteplaats in de Vrije Zone Triëst te bezoeken.

## Werk
- Narcis, 1920
- Primorske pesmi, 1920
- Miška osedlana, 1922
- Dvanajsta ura, 1939
- Ob materini smrti, 1941
- V pregnanstvo, 1945
- Pesnikovo srce, 1946
- Na Krasu, 1949 (postuum)

- Bibliothèque nationale de France: cb10216558v (data)
- Gemeinsame Normdatei: 1011396874
- International Standard Name Identifier: 0000 0001 1931 9503
- Library of Congress Control Number: n87842173
- Nationale Bibliotheek van Letland: 000172275
- Nationale Bibliotheek van Tsjechië: js20020805767
- Nationale en Universitaire bibliotheek Zagreb: 000053235
- Istituto Centrale per il Catalogo Unico: CFIV001092
- Système universitaire de documentation: 18461113X
- Virtual International Authority File: 3995054
- WorldCat: E39PBJpyhrPf3cgfWTVFhxhbVC